# Kosei Nishihira

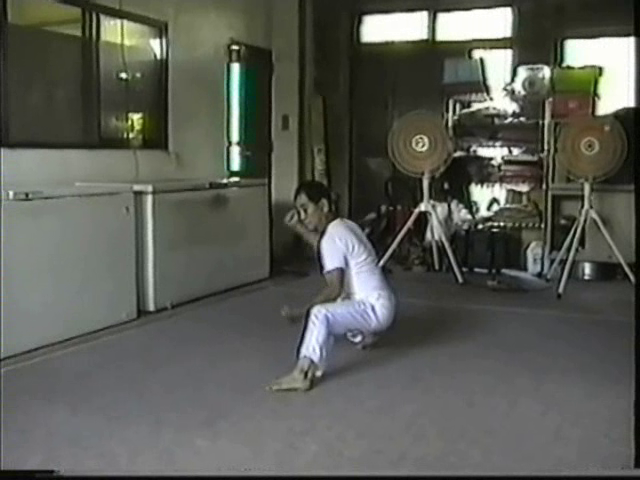
Nishihira Sensei (2003)

Kosei Nishihira (japanisch 西平向盛; * 10. Juni 1942 bei Yonabaru, Okinawa, Japan; † 14. Mai 2007) war ein japanischer Karateka und Meister des Matsumura Seito Shōrin-Ryū Karate.

## Biografie
Kosei Nishihira wurde am 10. Juni 1942 in einem kleinen Dorf nahe Yonabaru südlich von Okinawa in Japan geboren. Ab dem 15. Lebensjahr studierte er den als „orthodox“ benannten Karatestil, bekannt auch als Shōrin-Ryū Matsumura Seito, mit Meister Hohan Sōken.
Der Stil von Nishihira war sehr schwierig und wurde nur einigen sehr sorgfältig auserwählten „uchi-deshi“ (internen Studenten) gelehrt. Einige externe Studenten aus Japan und den Vereinigten Staaten von Amerika wurden ebenfalls geschult, jedoch ohne einige der Techniken auszubilden, da diese für den allgemeinen Gebrauch als zu gefährlich eingestuft wurden.
Mit dem Erlangen des 30. Lebensjahr heiratete Kosei die Tochter eines Okinawan kobudo und wurde Vater von zwei Söhnen. Er eröffnete ein Bentō-Geschäft in Nishihara in der Nähe seines Meisters Hohan Sōkens Haus. Sein Eifer und seine Verpflichtung führten zu einer engen Beziehung zu seinem Meister Sōken. Deshalb pflegte Nishihira ihn „Tan-mei“ (Onkelchen) zu rufen. Nishira blieb im Umfeld von Großmeister Sōken und kümmerte sich auch im hohen Alter um ihn, bis zu Sōkens Tod.
Obwohl er für viele Jahre ein niedriges Profil behielt, wurde Kosei Nishihira ein Großmeister.
International anerkannt als der Erbe des Karates Matsumura Seitos von Großmeister Sōken. Wie sein Meister gab er seinen Stil nur einem auserwählten Studentenkreis weiter.
Er starb am 14. Mai 2007 im Alter von 64 Jahren.
Verschiedene Karateka behaupten Nishihiras Schüler gewesen zu sein. Nishihira jedoch anerkannte nur eine Handvoll als seine Lehrlinge: Giuseppe Meloni (Vertreter für Europa), Ricky Rose (Vereinigte Staaten) und Theodore Lange (Australien). Sowohl Ricky Rose als auch Theodore Lange waren auch Studenten des Meisters Sōken Hohans gewesen.

## Bibliographie
- Paolo Vaccaro, Shōrin-Ryū Matsumura Seito Karate – La vita dei maestri ieri e oggi, Gruppo Editoriale L’Espresso Spa, 2011
- Ronald L. Lindsey, Okinawa no bushi no te, R R Enterprises, 2011, ISBN 0-615-53412-0.
- Tetsuhiro Hokama, Karate Site Guidance, Budovideos, 2003
- Shoshin Nagamine, Tales of Okinawa's Great Masters, Tuttle Publishing, 2000, ISBN 0-8048-2089-9.
- Mark Bishop, Okinawan Karate: Teachers, Styles and Secret Techniques, Tuttle Publishing, 1990, ISBN 0-7136-5666-2.
- Takayo Nakaya, Karatedo History & Philosophy